# 植村宗一 (ナレーター)
芸名:しゅういち（1987年7月21日 - ）は、日本のナレーター。
大阪府出身。血液型A型。特技は、ボーリング、ものまね。

## 出演作品

### TVナレーション
- 東京GOOD！TREARSURE MAP（テレビ東京）
- ピーテル・ブリューゲル展（日本テレビ系列）
- リズミックボクシング（金沢で18年続いたシェイプアップエクササイズの魅力）（石川テレビ）
- 優生活（KBS京都）

### TVボイスオーバー
- スッキリ（日本テレビ系列）
- ノンストップ!（フジテレビ系列）
- 目撃!超逆転スクープ 世紀の誘拐事件と奇跡の生還SP（フジテレビ系列）
- 絶体絶命クライシス～その瞬間 命は救われた！～(フジテレビ系列)
- あす因縁のゴング!村田諒太の再戦直前SP （村田諒太役）(フジテレビ系列)
- 息子誕生で迎えた防衛戦 ボクサー井上尚弥24歳 新たな旅立ちに密着！（井上尚弥役） (フジテレビ系列)
- シルク日本最新作「キュリオス」上陸SP 橋本環奈とウド鈴木が見た"15の超人技" (フジテレビ系列)

### TVCMナレーション
- 焼肉でん
- 櫻正宗

### ラジオCMナレーション
- ユニバーサルホーム
- MINI正規ディーラー
- 京都外国語大学・京都外国語短期大学
- ゴルフキッズ
- 大文字書店
- 三井アウトレットパーク　滋賀竜王
- 笑麺亭

### VPナレーション
- SHARP　プラズマクラスターイオン
- SHARP　カラー電子辞書
- 水谷製作所 リバースエンジニアリング
- e.SmartNote
- わかさ生活
- 京セラ切削工具

### WEBCMナレーション
- SEGA（D×2 真・女神転生リベレーション）
- しまむら
- うお魚
- エイゴックス